# 李宁 (生物学家)
李宁（1962年7月—），江西南昌人，中国动物分子遗传育种学专家。中国农业大学“长江学者奖励计划”特聘教授。1982年毕业于江西农业大学牧医系。1992年获中国农业大学与都柏林大学联合培养博士学位。主要研究方向为动物基因组学、体细胞克隆动物及转基因动物及动物乳腺生物反应器。
2007年当选为中国工程院农业学部院士，2020年12月因犯贪污罪被撤销院士称号。李宁出狱后，任首农股份首席科学家。

## 生平

### 教育经历
1978年7月，李宁考入江西共产主义劳动大学总校（现江西农业大学），就读牧医系畜牧兽医班。1982年7月，大学毕业。1985年9月，李宁考取了北京农业大学（现中国农业大学）畜牧系研究生。1988年7月，获动物遗传育种硕士学位。1988年9月至1990年7月，在爱尔兰都柏林圣三一大学遗传系攻读博士，获都柏林大学与中国农业大学联合培养博士学位。1990年8月至1991年12月，在北京农业大学畜牧系学习，获分子遗传学博士学位。

### 工作经历
1982年7月至1985年8月，江西农业大学牧医系任助教。1992年2月至1993年7月，在西德FAL小动物研究所从事博士后工作。1993年8月至1995年6月，北京农业大学生物学院任讲师、副教授。1995年7月至1995年9月，美国明尼苏达大学任访问副教授。1995年10月至1996年1月，日本农业水产尖端技术研究所（農林水産先端技術研究所）任特邀研究员。1996年6月至1996年7月，德国慕尼黑、柏林、哥廷根大学访问学者。1997年5月至1997年6月，英国剑桥大学、牛津大学任访问学者。2001年9月至2001年10月，美国加利福尼亚大学任访问学者。
2020年12月8日起，李宁因犯贪污罪被中国工程院撤销其院士称号。

## 經費挪用案件

### 隔离审查
2012年，国家审计署对中国农业大学的科研经费进行审计时，认为李宁课题组870多万的科研经费存在用款不规范问题。同年5月，课题组返还中国农大703万元；2013年5月，北京市检察院第一分院介入调查，调查后未予刑事立案，认为尚不构成犯罪。
2014年6月，吉林省检察机关以涉嫌贪污犯罪对李宁立案侦查并采取强制措施。2015年1月17日，根据相关规定，其院士资格被停止，中国工程院建院20多年来，该院尚无撤销院士称号的先例。

### 一审初次开庭
2015年8月20、21日，李宁案一审，连续开庭两天。据2015年松原市检察院起诉书显示，检方指控李宁及其助手张磊利用职务之便，将人民币3756.648855万元的结余经费转入李宁名下的两家公司从而占为己有。
李宁的辩护律师袁诚惠进行了无罪辩护。他表示，李宁案的发生于不合理的经费管理制度有关，2014年之前的经费管理制度要求每年年底未用完的经费以及课题结余后的结余经费应当上交，然而新一年的经费发放经常滞后，迫使科研人员以各种形式将经费留用从而解决经费断档的问题。具体到此案，李宁的科研对象为动物，若经费断档，这些动物将无法养活。此外，李宁名下的两家公司实际上是其科研协作平台，公司从未进行分红，李宁也没有从公司中领取报酬。也就是说，转走的钱实际上还是全部用于科研。

### 院士联名致信最高法
截止2019年2月21日，李宁已被羁押超过四年，却始终没有再开庭审理，没有结论。从一审以来，李宁的律师及家属，多次申请取保候审，均被拒绝。
根据《刑事诉讼法》第二百零八条规定，“人民法院审理公诉案件，应当在受理后二个月以内宣判，至迟不得超过三个月。对于可能判处死刑的案件或者附带民事诉讼的案件，以及有本法第一百五十八条规定情形之一的，经上一级人民法院批准，可以延长三个月；因特殊情况还需要延长的，报请最高人民法院批准。”李宁的辩护律师表示，“对于李宁案，报请最高人民法院批准进行延期的，至少已经超过10次。但法院从2015年8月之后，就再也没开过庭。检方或法院，既未补充调查也没有任何新情况、新事由，这实在令人费解。但法律对具体可以延期多少次，又没有具体规定或限定。”
对于上述的“不放也不审”的情况，沈国舫、任继周等15位中国工程院及中国科学院院士，日前联名致信最高人民法院院长周强，希望尽早审结李宁院士案，依法量刑，使技術人才在案件後回歸崗位服務社會。據指出，2014年後中國在不合理的科研經費規定進行優化，其中提及若不涉中飽私囊者，應考慮予以寬容處理。

### 一审再度开庭
2019年12月30日，吉林省松原市中级人民法院公开审理李宁的案件。此次开庭，李宁的辩护律师亦做无罪辩护。李宁的助手张磊当庭表示认罪悔罪。庭审结束后，法庭宣布休庭，择期宣判。

### 一审宣判
2020年1月3日，吉林省松原市中级人民法院公开宣判中国工程院院士、中国农业大学教授李宁及同案被告人张磊贪污一案，对被告人李宁以贪污罪判处有期徒刑十二年，并处罚金人民币三百万元，对被告人张磊以贪污罪判处有期徒刑五年八个月，并处罚金人民币二十万元；对贪污所得财物予以追缴，上缴国库。审判长宣布判决结果后，李宁表示将对此案上诉。审判长表示，延长审理期限四年多完全符合法律规定。

### 二审宣判
2020年12月8日，吉林省高级人民法院对李宁案二审开庭并公开宣判，对上诉人李宁以贪污罪改判有期徒刑十年，并处罚金人民币二百五十万元。

## 奖项
- 2000年，获国家科学技术进步二等奖。
- 2001年，获国家科学技术进步二等奖。
- 2003年，获国家技术发明奖二等奖。
- 2005年，获北京市科学技术一等奖。
- 2006年，获教育部自然科学奖一等奖。
- 2007年，当选中国工程院院士（于2020年被撤销院士称号）